# Schweizer Badmintonmeisterschaft 1960
Die Schweizer Badmintonmeisterschaft 1960 fand in St. Gallen statt. Es war die sechste Austragung der nationalen Titelkämpfe im Badminton in der Schweiz.

## Titelträger
| Disziplin    | Sieger                    |
| ------------ | ------------------------- |
| Herreneinzel | Francis Colomb            |
| Dameneinzel  | Susi Böhler               |
| Herrendoppel | Jean Mermod Robert Baldin |
| Damendoppel  | nicht ausgetragen         |
| Mixed        | Ch. Böhler Susi Böhler    |